# Streleczky Sándor
Streleczky Sándor (Szatmárököritó, 1887. január 20. – Resicabánya, 1953. szeptember 28.) erdélyi magyar református lelkész, ifjúsági író, közíró.

## Életútja, munkássága
Tanulmányait Szatmárnémetiben, a Református Főgimnáziumban végezte (1907), majd a debreceni Református Teológián lelkészi diplomát szerzett (1911). Előbb segédlelkész Nagykikindán, Biharderecskén, majd parókus lelkész Klopódián (1916–43), végül Resicabányán.
Éveken át vezette a Királyhágómelléki Református Egyházkerület lapjának, a Református Jövőnek a gyermekrovatát, amelynek közleményeit saját rajzaival illusztrálta. Maga is írt bele verseket, elbeszéléseket, színpadi jeleneteket. Buzgó támogatója volt a vasárnapi iskolai mozgalomnak, amelynek keretében több irodalmi matinét, mesedélelőttöt szervezett. Szerkesztésében jelent meg Nagyváradon a Református Gyermekkönyvtár.
Ötvenkét rajzot tartalmazó albumát hagyatékával együtt a resicabányai református egyházközség őrzi.
Versei Sándor bácsi virágoskertje címmel jelentek meg, saját illusztrációival, a végvári vasárnapi iskola kiadásában (Nagyvárad, 1933).